# Susie Snowflake
Susie Snowflake er en amerikansk stumfilm fra 1916 af James Kirkwood.

## Medvirkende
- Ann Pennington som Susie
- Leo Delaney som David
- William Courtleigh Jr. som Roy
- William J. Butler som Amos
- Marcia Harris som Martha